# لورانس باكو
لورانس سيلدون باكو (24 أغسطس 1951-) هو محامٍ وخبير اقتصادي ومؤلف ومسؤول جامعي أمريكي والرئيس الحالي والتاسع والعشرون لجامعة هارفارد. تولى منصبه في 1 يوليو 2018 ، خلفًا لـ دريو جلبن فوست. عمل سابقًا في كلية الدراسات العليا بجامعة هارفارد وكان عضوًا في مجلس رئيس وزملاء كلية هارفارد، وهو أحد مجالس إدارة الجامعة منذ عام 2011.
بدأ باكو مسيرته الأكاديمية في عام 1977 كأستاذ للدراسات البيئية في معهد ماساتشوستس للتكنولوجيا في قسم الدراسات الحضرية والتخطيط. في المعهد أصبح رئيسًا للقسم ومستشارًا للجامعة. من 2001 إلى 2011 ، شغل باكو منصب الرئيس الثاني عشر لجامعة تافتس.